# Teorema di Carathéodory (teoria della misura)
In teoria della misura, il teorema di Carathéodory permette di ricavare uno spazio di misura quando si ha a disposizione una misura esterna.
Ad esempio, la misura di Lebesgue in {\displaystyle \mathbb {R} ^{n}} si ottiene dalla misura esterna {\displaystyle \lambda ^{*}} che associa ad un sottoinsieme {\displaystyle A\subset \mathbb {R} ^{n}} l'estremo inferiore fra i volumi dei pluri-parallelepipedi che ricoprono {\displaystyle A}. Il teorema di Carathéodory fornisce una σ-algebra di sottoinsiemi di {\displaystyle \mathbb {R} ^{n}} su cui la restrizione di {\displaystyle \lambda ^{*}} è una misura completa. La dimostrazione che questa è boreliana e che coincide col volume sui parallelepipedi è un caso particolare del teorema di Hahn-Kolmogorov.

## Enunciato
Sia {\displaystyle X} un insieme e {\displaystyle \mu ^{*}\colon {\mathcal {P}}(X)\to [0,+\infty ]} (dove {\displaystyle {\mathcal {P}}(X)} è l'insieme delle parti di {\displaystyle X}) una funzione tale che {\displaystyle \mu ^{*}(\varnothing )=0}. L'insieme
{\displaystyle {\mathcal {M}}:=\{A\in {\mathcal {P}}(X):\forall E\subset X\quad \mu ^{*}(E)=\mu ^{*}(E\cap A)+\mu ^{*}(E\cap A^{c})\}}
è un'algebra e {\displaystyle \mu }, la restrizione di {\displaystyle \mu ^{*}} a {\displaystyle {\mathcal {M}}}, è additiva.
Inoltre, se {\displaystyle \mu ^{*}} è una misura esterna, cioè gode anche della monotonia e della subadditività numerabile, allora {\displaystyle {\mathcal {M}}} è una σ-algebra e {\displaystyle \mu } è una misura completa.
Si sottolinea che il teorema vale indipendentemente da come viene costruita nella pratica {\displaystyle \mu ^{*}}.

## Dimostrazione
La dimostrazione usa tecniche di routine in teoria della misura e si compone di cinque parti. Nelle prime due si dimostra che {\displaystyle {\mathcal {M}}} è un'algebra e che {\displaystyle \mu } è additiva. Nella terza e nella quarta, sotto l'ipotesi aggiuntiva che {\displaystyle \mu ^{*}} sia una misura esterna, si vede che in effetti vale di più, cioè che {\displaystyle {\mathcal {M}}} è chiusa rispetto alle unioni numerabili e che {\displaystyle \mu } è σ-additiva, cioè {\displaystyle {\mathcal {M}}} è una σ-algebra e {\displaystyle \mu } una misura. Infine si controlla che {\displaystyle \mu } sia completa.

### L'insieme è un'algebra
Per alleggerire la scrittura diremo che {\displaystyle A\subset X} spezza {\displaystyle E\subset X} se vale il criterio di Carathéodory
{\displaystyle \mu ^{*}(E)=\mu ^{*}(E\cap A)+\mu ^{*}(E\cap A^{c})}
quindi {\displaystyle A\in {\mathcal {M}}} se e solo spezza tutti i sottoinsiemi di {\displaystyle X}. 

#### L'insieme contiene l'insieme vuoto
L'insieme vuoto spezza tutti i sottoinsiemi perché {\displaystyle \mu ^{*}(\varnothing )=0} per ipotesi e
{\displaystyle \mu ^{*}(E\cap \varnothing )+\mu ^{*}(E\cap X)=\mu ^{*}(\varnothing )+\mu ^{*}(E)=\mu ^{*}(E)}
qualsiasi sia {\displaystyle E\subset X}.

#### L'insieme è chiuso rispetto al complementare
La proprietà di spezzare un sottoinsieme è simmetrica rispetto al complementare, cioè se {\displaystyle A} spezza {\displaystyle E} allora banalmente anche {\displaystyle A^{c}} spezza {\displaystyle E}, quindi {\displaystyle {\mathcal {M}}} è chiusa rispetto al complementare.

#### L'insieme è chiuso rispetto alle unioni finite
Siano {\displaystyle A,B\in {\mathcal {M}}} ed {\displaystyle E\subset X}. Si parte spezzando {\displaystyle E} con {\displaystyle A}
{\displaystyle \mu ^{*}(E)=\mu ^{*}(E\cap A)+\mu ^{*}(E\cap A^{c})}
e poi con B l'insieme relativo al secondo termine
{\displaystyle \mu ^{*}(E)=\mu ^{*}(E\cap A)+\mu ^{*}(E\cap A^{c}\cap B)+\mu ^{*}(E\cap A^{c}\cap B^{c})}
ora si noti che {\displaystyle E\cap A=E\cap (A\cup B)\cap A} e che {\displaystyle E\cap A^{c}\cap B=E\cap (A\cup B)\cap A^{c}} (per la proprietà distributiva dell'intersezione rispetto all'unione), quindi spezzando con {\displaystyle A} l'insieme {\displaystyle E\cap (A\cup B)} si ha proprio
{\displaystyle \mu ^{*}(E\cap (A\cup B))=\mu ^{*}(E\cap A)+\mu ^{*}(E\cap A^{c}\cap B),}
cioè (per le leggi di De Morgan)
{\displaystyle \mu ^{*}(E)=\mu ^{*}(E\cap (A\cup B))+\mu ^{*}(E\cap A^{c}\cap B^{c})=\mu ^{*}(E\cap (A\cup B))+\mu ^{*}(E\cap (A\cup B)^{c}).}
In altre parole {\displaystyle A\cup B} spezza tutti i sottoinsiemi di {\displaystyle X} e quindi sta in {\displaystyle {\mathcal {M}}}.

### La restrizione della misura all'algebra è additiva
La verifica è facile. Siano {\displaystyle A,B\in {\mathcal {M}}} disgiunti, quindi {\displaystyle B\subset A^{c}}, basta spezzare {\displaystyle A\cup B} con {\displaystyle A} per avere
{\displaystyle \mu ^{*}(A\cup B)=\mu ^{*}((A\cup B)\cap A)+\mu ^{*}((A\cup B)\cap A^{c})=\mu ^{*}(A)+\mu ^{*}(B).}
Da qui in poi si assume che {\displaystyle \mu ^{*}} sia una misura esterna.

### L'algebra è unaσ-algebra
Si ricorda che una σ-algebra è un'algebra chiusa rispetto alle unioni numerabili.
Sia {\displaystyle \{C_{n}\}_{n\in \mathbb {N} }} una famiglia numerabile di elementi di {\displaystyle {\mathcal {M}}} ed {\displaystyle E\subset X} qualsiasi. Per ogni valore di {\displaystyle n\in \mathbb {N} } sia
{\displaystyle A_{n}:=C_{n}-C_{1}-\dots {}-C_{n-1}.}
Si ottiene così una famiglia {\displaystyle \{A_{n}\}} di insiemi tra loro disgiunti. Siano inoltre
{\displaystyle B_{n}:=\bigcup _{k=1}^{n}A_{k}\qquad } e {\displaystyle \qquad B:=\bigcup _{n=1}^{+\infty }A_{n}.}
Si vuole dimostrare che {\displaystyle B} spezza {\displaystyle E}. L'idea è sfruttare che {\displaystyle {\mathcal {M}}} è un'algebra, e quindi contiene {\displaystyle B_{n}}, per spezzare {\displaystyle E}, e poi portare al limite.
Spezzando {\displaystyle E} con {\displaystyle B_{n}} si ottiene
{\displaystyle \mu ^{*}(E)=\mu ^{*}(E\cap B_{n})+\mu ^{*}(E\cap B_{n}^{c})}
si noti che {\displaystyle B_{n}\subset B} passando ai complementari diventa {\displaystyle B^{c}\subset B_{n}^{c}}, quindi per la monotonia di {\displaystyle \mu ^{*}}
{\displaystyle \mu ^{*}(E)\geq \mu ^{*}(E\cap B_{n})+\mu ^{*}(E\cap B^{c}).}
Adesso si lavora su {\displaystyle \mu ^{*}(E\cap B_{n})} per trovare una formula che permetta di passare agevolmente al limite per {\displaystyle n\to +\infty }. Spezzando {\displaystyle E\cap B_{n}} con {\displaystyle A_{n}} si trova
{\displaystyle \mu ^{*}(E\cap B_{n})=\mu ^{*}(E\cap A_{n})+\mu ^{*}(E\cap B_{n-1})}
e procedendo per induzione
{\displaystyle \mu ^{*}(E\cap B_{n})=\sum _{k=1}^{n}\mu ^{*}(E\cap A_{k}).}
Quindi
{\displaystyle \mu ^{*}(E)\geq \sum _{k=1}^{n}\mu ^{*}(E\cap A_{n})+\mu ^{*}(E\cap B^{c})}
e passando al limite per {\displaystyle n\to +\infty } si ha
{\displaystyle \mu ^{*}(E)\geq \sum _{k=1}^{+\infty }\mu ^{*}(E\cap A_{k})+\mu ^{*}(E\cap B^{c}).}
Usando la subadditività numerabile di {\displaystyle \mu ^{*}} si conclude che
{\displaystyle \sum _{n=1}^{+\infty }\mu ^{*}(E\cap A_{k})\geq \mu ^{*}\left(\bigcup _{k=1}^{+\infty }(E\cap A_{k})\right)=\mu ^{*}(E\cap B)}
e quindi che
{\displaystyle \mu ^{*}(E)\geq \mu ^{*}(E\cap B)+\mu ^{*}(E\cap B^{c})\geq \mu ^{*}((E\cap B)\cup (E\cap B^{c}))=\mu ^{*}(E)}
cioè
{\displaystyle \mu ^{*}(E)=\mu ^{*}(E\cap B)+\mu ^{*}(E\cap B^{c}).}

### La restrizione della misura è una misura
Si ricorda che una misura su una σ-algebra è un funzione a valori reali positivi σ-additiva che assegna 0 all'insieme vuoto. Anche la verifica della σ-additività di {\displaystyle \mu ^{*}} ristretta a {\displaystyle {\mathcal {M}}}, come la verifica dell'additività, è facile.
Sia {\displaystyle \{A_{n}\}_{n\in \mathbb {N} }} una famiglia numerabile di elementi di {\displaystyle {\mathcal {M}}} a due a due disgiunti. Sia
{\displaystyle B=\bigcup _{n=1}^{+\infty }A_{n}.}
Dall'additività e dalla monotonia di {\displaystyle \mu ^{*}} segue
{\displaystyle \mu ^{*}(A_{1})+\mu ^{*}(A_{2})+\ldots {}+\mu ^{*}(A_{n})=\mu ^{*}(A_{1}\cup A_{2}\cup \ldots {}\cup A_{n})\leq \mu ^{*}(B),}
questo vale per tutti gli {\displaystyle n}, quindi passando al limite per {\displaystyle n\to +\infty }
{\displaystyle \sum _{n=1}^{+\infty }\mu ^{*}(A_{n})\leq \mu ^{*}(B).}
La subadditività numerabile di {\displaystyle \mu ^{*}} è esattamente l'altra disuguaglianza che permette di concludere che
{\displaystyle \mu ^{*}(B)=\sum _{n=1}^{+\infty }\mu ^{*}(A_{n}).}

### La misura ristretta è completa
Si ricorda che completa significa che se {\displaystyle Z\in {\mathcal {M}}}, {\displaystyle A\subset Z} e {\displaystyle \mu (Z)=0}, allora anche {\displaystyle A\in {\mathcal {M}}} (e avrà anch'esso misura nulla, ma questo è ovvio perché segue direttamente dalla monotonia).
Dimostriamo prima che se {\displaystyle A\subset X} e {\displaystyle \mu ^{*}(A)=0} allora {\displaystyle A\in {\mathcal {M}}}.
Sia {\displaystyle E\subset X}. Si ha
{\displaystyle \mu ^{*}(E)=\mu ^{*}((E\cap A)\cup (E\cap A^{c}))\leq \mu ^{*}(E\cap A)+\mu ^{*}(E\cap A^{c})\leq \mu ^{*}(A)+\mu ^{*}(E)=\mu ^{*}(E).}
Ora se {\displaystyle A\subset Z} con {\displaystyle Z\in {\mathcal {M}}} e {\displaystyle \mu ^{*}(Z)=0}, per monotonia anche {\displaystyle \mu ^{*}(A)=0} e per quanto appena detto {\displaystyle A\in {\mathcal {M}}}.

## Estensione di premisure su algebre
Si ricorda che se {\displaystyle \mu _{0}\colon {\mathcal {A}}\to [0,+\infty ]}, con {\displaystyle {\mathcal {A}}\subset {\mathcal {P}}(X)} e {\displaystyle \varnothing ,X\in {\mathcal {A}}}, è una funzione tale che {\displaystyle \mu _{0}(\varnothing )=0}, la misura esterna generata da {\displaystyle \mu _{0}} col Metodo I è la funzione {\displaystyle \mu ^{*}\colon {\mathcal {P}}(X)\to [0,+\infty ]} definita da
{\displaystyle \mu ^{*}(E):=\inf \left\{\sum _{k=1}^{+\infty }\mu _{0}(A_{k}):\{A_{k}\}_{k\in \mathbb {N} }\subset {\mathcal {A}},\;E\subset \bigcup _{k=1}^{+\infty }A_{k}\right\}}
si può verificare che questa è una misura esterna.
Si ricorda inoltre che se {\displaystyle {\mathcal {A}}} è un'algebra, {\displaystyle \mu _{0}\colon {\mathcal {A}}\to [0,+\infty ]} è detta premisura (o semplicemente misura, basta non confondersi) se per ogni famiglia numerabile {\displaystyle \{A_{k}\}_{k\in \mathbb {N} }\subset {\mathcal {A}},\;\;\forall i,j\in \mathbb {N} \;\;i\neq j\;\;A_{k}\cap A_{j}=\varnothing }, la cui unione sta a sua volta in {\displaystyle {\mathcal {A}}} vale la σ-additività:
{\displaystyle \mu _{0}\left(\bigcup _{k=1}^{+\infty }A_{k}\right)=\sum _{k=1}^{+\infty }\mu _{0}(A_{k}).}
Nel caso in cui {\displaystyle \mu ^{*}} è la misura esterna generata col Metodo I da una premisura {\displaystyle \mu _{0}} definita su un'algebra {\displaystyle {\mathcal {A}}}, lo spazio di misura {\displaystyle (X,{\mathcal {M}},\mu )} fornito dal teorema di Carathéodory gode di alcune importanti proprietà: 
- tutti gli elementi di {\displaystyle {\mathcal {A}}} sono misurabili, cioè {\displaystyle {\mathcal {A}}\subset {\mathcal {M}}}, e quindi anche la σ-algebra generata da {\displaystyle {\mathcal {A}}} è contenuta in {\displaystyle {\mathcal {M}}};
- la misura {\displaystyle \mu } ristretta ad {\displaystyle {\mathcal {A}}} è uguale a {\displaystyle \mu _{0}};
- se {\displaystyle X} può essere ricoperto con una famiglia numerabile di sottoinsiemi di misura finita che stanno in {\displaystyle {\mathcal {A}}} allora {\displaystyle \mu }, opportunamente ristretta, è l'unica misura sulla σ-algebra generata da {\displaystyle {\mathcal {A}}} che estende {\displaystyle \mu _{0}}.

Talvolta in letteratura queste tre affermazioni vanno sotto il nome di teorema di Hahn-Kolmogorov (per la dimostrazione si veda la voce).